# Humboldt (Illinois)
Humboldt és una població dels Estats Units a l'estat d'Illinois. Segons el cens del 2000 tenia 481 habitants.

## Demografia
Segons el cens del 2000, Humboldt tenia 481 habitants, 183 habitatges, i 133 famílies. La densitat de població era de 331,6 habitants/km².
Dels 183 habitatges en un 35% hi vivien nens de menys de 18 anys, en un 62,8% hi vivien parelles casades, en un 8,7% dones solteres, i en un 26,8% no eren unitats familiars. En el 23,5% dels habitatges hi vivien persones soles el 12% de les quals corresponia a persones de 65 anys o més que vivien soles. El nombre mitjà de persones vivint en cada habitatge era de 2,63 i el nombre mitjà de persones que vivien en cada família era de 3,12.
Per edats la població es repartia de la següent manera: un 27,4% tenia menys de 18 anys, un 8,5% entre 18 i 24, un 31% entre 25 i 44, un 21% de 45 a 60 i un 12,1% 65 anys o més.
L'edat mediana era de 33 anys. Per cada 100 dones de 18 o més anys hi havia 88,6 homes.
La renda mediana per habitatge era de 39.375 $ i la renda mediana per família de 45.625 $. Els homes tenien una renda mediana de 29.688 $ mentre que les dones 20.417 $. La renda per capita de la població era de 16.244 $. Aproximadament l'1,6% de les famílies i el 6,7% de la població estaven per davall del llindar de pobresa.

## Poblacions més properes
El següent diagrama mostra les poblacions més properes.